# Comunele Danemarcei

Regiunea Nordjylland (click pentru a mări imaginea)

Regiunea Midtjylland (click pentru a mări imaginea)

Regiunea Syddanmark (click pentru a mări imaginea)

Regiunea Sjælland (click pentru a mări imaginea)

Regiunea Hovedstaden (click pentru a mări imaginea)

Aceasta este lista comunelor din Danemarca. La 1 ianuarie 2007, numărul comunelor a fost redus de la 270 la 98.
| Cod LAU-1 | Comună            | Suprafață (km²) | Populație (1.01.2012) | Regiune              |
| --------- | ----------------- | --------------- | --------------------- | -------------------- |
| 101       | Copenhaga         | 74.7            | 549,050               | Regiunea Hovedstaden |
| 751       | Aarhus            | 467.8           | 314,545               | Regiunea Midtjylland |
| 851       | Aalborg           | 1137.2          | 201,142               | Regiunea Nordjylland |
| 461       | Odense            | 305.7           | 191,610               | Regiunea Syddanmark  |
| 561       | Esbjerg           | 794.7           | 115,112               | Regiunea Syddanmark  |
| 630       | Vejle             | 1058.8          | 108,021               | Regiunea Syddanmark  |
| 147       | Frederiksberg     | 8.1             | 100,215               | Regiunea Hovedstaden |
| 730       | Randers           | 747.6           | 95,756                | Regiunea Midtjylland |
| 791       | Viborg            | 1408.7          | 93,819                | Regiunea Midtjylland |
| 621       | Kolding           | 607.1           | 89,412                | Regiunea Syddanmark  |
| 740       | Silkeborg         | 850.5           | 89,328                | Regiunea Midtjylland |
| 657       | Herning           | 1321.4          | 86,348                | Regiunea Midtjylland |
| 615       | Horsens           | 519.8           | 83,598                | Regiunea Midtjylland |
| 265       | Roskilde          | 211.9           | 83,137                | Regiunea Sjælland    |
| 370       | Næstved           | 676.3           | 81,012                | Regiunea Sjælland    |
| 330       | Slagelse          | 567.9           | 77,310                | Regiunea Sjælland    |
| 540       | Sønderborg        | 496.8           | 76,094                | Regiunea Syddanmark  |
| 157       | Gentofte          | 25.6            | 72,814                | Regiunea Hovedstaden |
| 316       | Holbæk            | 577.3           | 69,415                | Regiunea Sjælland    |
| 860       | Hjørring          | 926.2           | 66,178                | Regiunea Nordjylland |
| 159       | Gladsaxe          | 24.9            | 65,303                | Regiunea Hovedstaden |
| 376       | Guldborgsund      | 899.7           | 61,913                | Regiunea Sjælland    |
| 217       | Helsingør         | 118.9           | 61,493                | Regiunea Hovedstaden |
| 813       | Frederikshavn     | 650.3           | 61,158                | Regiunea Nordjylland |
| 580       | Aabenraa          | 940.7           | 59,600                | Regiunea Syddanmark  |
| 479       | Svendborg         | 415.5           | 58,551                | Regiunea Syddanmark  |
| 746       | Skanderborg       | 416.7           | 58,008                | Regiunea Midtjylland |
| 760       | Ringkøbing-Skjern | 1469.6          | 57,892                | Regiunea Midtjylland |
| 259       | Køge              | 256.5           | 57,307                | Regiunea Sjælland    |
| 661       | Holstebro         | 793.0           | 57,153                | Regiunea Midtjylland |
| 510       | Haderslev         | 815.9           | 56,188                | Regiunea Syddanmark  |
| 230       | Rudersdal         | 73.4            | 54,630                | Regiunea Hovedstaden |
| 173       | Lyngby-Taarbæk    | 38.8            | 53,251                | Regiunea Hovedstaden |
| 430       | Faaborg-Midtfyn   | 633.7           | 51,635                | Regiunea Syddanmark  |
| 167       | Hvidovre          | 23.0            | 50,600                | Regiunea Hovedstaden |
| 573       | Varde             | 1240.0          | 50,193                | Regiunea Syddanmark  |
| 607       | Fredericia        | 133.6           | 50,193                | Regiunea Syddanmark  |
| 326       | Kalundborg        | 575.2           | 48,632                | Regiunea Sjælland    |
| 219       | Hillerød          | 214.9           | 48,203                | Regiunea Hovedstaden |
| 169       | Høje-Taastrup     | 78.4            | 48,081                | Regiunea Hovedstaden |
| 151       | Ballerup          | 33.8            | 47,994                | Regiunea Hovedstaden |
| 253       | Greve             | 60.4            | 47,942                | Regiunea Sjælland    |
| 779       | Skive             | 683.3           | 47,620                | Regiunea Midtjylland |
| 710       | Favrskov          | 540.3           | 47,117                | Regiunea Midtjylland |
| 766       | Hedensted         | 551.3           | 46,029                | Regiunea Midtjylland |
| 390       | Vordingborg       | 619.5           | 45,804                | Regiunea Sjælland    |
| 360       | Lolland           | 881.9           | 45,241                | Regiunea Sjælland    |
| 787       | Thisted           | 1068.6          | 44,908                | Regiunea Nordjylland |
| 250       | Frederikssund     | 247.0           | 44,345                | Regiunea Hovedstaden |
| 575       | Vejen             | 813.5           | 42,785                | Regiunea Syddanmark  |
| 846       | Mariagerfjord     | 718.2           | 42,429                | Regiunea Nordjylland |
| 240       | Egedal            | 125.8           | 41,821                | Regiunea Hovedstaden |
| 706       | Syddjurs          | 689.8           | 41,815                | Regiunea Midtjylland |
| 420       | Assens            | 511.3           | 41,443                | Regiunea Syddanmark  |
| 400       | Bornholm          | 588.1           | 41,303                | Regiunea Hovedstaden |
| 185       | Tårnby            | 66.0            | 41,151                | Regiunea Hovedstaden |
| 756       | Ikast-Brande      | 733.4           | 40,658                | Regiunea Midtjylland |
| 270       | Gribskov          | 279.5           | 40,603                | Regiunea Hovedstaden |
| 210       | Fredensborg       | 112.1           | 39,565                | Regiunea Hovedstaden |
| 550       | Tønder            | 1281.8          | 39,083                | Regiunea Syddanmark  |
| 849       | Jammerbugt        | 863.9           | 38,611                | Regiunea Nordjylland |
| 190       | Furesø            | 56.8            | 38,243                | Regiunea Hovedstaden |
| 707       | Norddjurs         | 720.9           | 37,876                | Regiunea Midtjylland |
| 410       | Middelfart        | 298.8           | 37,612                | Regiunea Syddanmark  |
| 820       | Vesthimmerland    | 769.9           | 37,534                | Regiunea Nordjylland |
| 175       | Rødovre           | 12.1            | 36,883                | Regiunea Hovedstaden |
| 810       | Brønderslev       | 633.0           | 35,754                | Regiunea Nordjylland |
| 320       | Faxe              | 405.0           | 35,110                | Regiunea Sjælland    |
| 153       | Brøndby           | 21.0            | 34,084                | Regiunea Hovedstaden |
| 329       | Ringsted          | 294.6           | 33,153                | Regiunea Sjælland    |
| 306       | Odsherred         | 354.0           | 32,640                | Regiunea Sjælland    |
| 450       | Nyborg            | 276.7           | 31,486                | Regiunea Syddanmark  |
| 260       | Halsnæs           | 121.8           | 30,980                | Regiunea Hovedstaden |
| 340       | Sorø              | 308.4           | 29,393                | Regiunea Sjælland    |
| 480       | Nordfyn           | 452.3           | 29,330                | Regiunea Syddanmark  |
| 840       | Rebild            | 621.3           | 28,911                | Regiunea Nordjylland |
| 165       | Albertslund       | 23.2            | 27,864                | Regiunea Hovedstaden |
| 350       | Lejre             | 238.9           | 26,887                | Regiunea Sjælland    |
| 163       | Herlev            | 12.1            | 26,608                | Regiunea Hovedstaden |
| 530       | Billund           | 540.3           | 26,220                | Regiunea Syddanmark  |
| 223       | Hørsholm          | 31.3            | 24,365                | Regiunea Hovedstaden |
| 201       | Allerød           | 67.5            | 24,043                | Regiunea Hovedstaden |
| 440       | Kerteminde        | 205.8           | 23,793                | Regiunea Syddanmark  |
| 671       | Struer            | 246.2           | 22,098                | Regiunea Midtjylland |
| 336       | Stevns            | 250.2           | 21,855                | Regiunea Sjælland    |
| 727       | Odder             | 223.6           | 21,749                | Regiunea Midtjylland |
| 161       | Glostrup          | 13.3            | 21,650                | Regiunea Hovedstaden |
| 773       | Morsø             | 366.5           | 21,474                | Regiunea Nordjylland |
| 665       | Lemvig            | 502.8           | 21,384                | Regiunea Midtjylland |
| 269       | Solrød            | 40.1            | 21,156                | Regiunea Sjælland    |
| 183       | Ishøj             | 26.4            | 21,087                | Regiunea Hovedstaden |
| 187       | Vallensbæk        | 9.5             | 14,565                | Regiunea Hovedstaden |
| 155       | Dragør            | 18.3            | 13,692                | Regiunea Hovedstaden |
| 482       | Langeland         | 288.8           | 13,094                | Regiunea Syddanmark  |
| 492       | Ærø               | 90.1            | 6,636                 | Regiunea Syddanmark  |
| 741       | Samsø             | 113.5           | 3,889                 | Regiunea Midtjylland |
| 563       | Fanø              | 54.6            | 3,251                 | Regiunea Syddanmark  |
| 825       | Læsø              | 118.9           | 1,897                 | Regiunea Nordjylland |

^1 Used for various statistical and administrative purposes.